# 도호의 영화 목록
도호의 영화 작품 목록은 일본의 영화사 도호가 제작 또는 배급한 영화 목록이다.

## 1930년대
- 인정 종이풍선
- 아내여 장미처럼
- 에노켄의 챠키리킨타로
- 흰 목련의 노래
- 붉게 타오르는 하늘
- 도쿄 랩소디

## 1940년대
- 시나의 밤
- 열사의 맹세
- 하와이 말레이 해전
- 가토 하야부사 전대
- 뇌격대 출동
- 스가타 산시로
- 은령의 끝
- 푸른 산맥

## 1950년대
- 밥
- 산소리
- 7인의 사무라이
- 고지라 (1954년 영화)
- 투명인간
- 짐승인간 눈의 남자
- 고지라의 역습
- 뜬구름
- 흘러가다
- 하늘의 대괴수 라돈
- 지구방위군
- 미녀와 액체 인간
- 대괴수 바란
- 사자에상
- 숨은 요새의 세 악인
- 독립 불량배
- 일본 탄생
- 우주 대전쟁

## 1960년대
- 쇼와 고질라 시리즈
- 와카다이쇼 시리즈
- 하와이 미드웨이 대해공전 - 태평양의 폭풍
- 검은 그림집 - 어느 샐러리맨의 증언
- 전송 인간
- 가스 인간 제1호
- 모스라
- 세계 대전쟁
- 진홍의 남자
- 이름도 없이 가난 아름답게
- 요짐보 (보디가드)
- 쓰바키 산주로
- 고하야가와가의 가을
- 주신구라 - 꽃 편, 눈 편
- 일본 무책임 시대
- 요성 고라스
- 콩트 55호
- 마탕고
- 괴담
- 도쿄 올림픽
- 붉은 수염
- 나 한 알의 보리가 되더라도
- 달콤한 땀
- 해저군함
- 타인의 얼굴
- 우주 대괴수 도고라
- 목
- 짐승의 길
- 태평기
- 프랑켄슈타인 대 땅 속 괴물
- 킹콩의 역습
- 살인광 시대
- 일본의 가장 긴 하루
- 그리운 피리와 북
- 여자 속의 다른 사람
- 혼란의 구름
- 일본해 대해전
- 위도 제로 대작전
- 크레이지 캣츠
- 국제비밀경찰 시리즈
- 태평양 기적의 전쟁 키스카

## 1970년대
- 닌풍 카무이 외전 츠키히카이
- 쇼와 고질라 시리즈
- 일본 침몰
- 인간 혁명
- 화려한 일족
- 노스트라다무스의 대예언
- 에스파이
- 늑대의 문장
- 청춘의 문
- 핫코다산
- 불새
- 이시자카 고지의 긴다이치 고스케 시리즈
- 블랙잭 - 눈동자 속의 방문자
- 야마구치 모모에, 미우라 도모카즈 골든 콤비 작품 시리즈
- 루팡 3세
- 빨간 두건아 조심해

## 1980년대
- 고질라
- 고질라 18 - 고질라 대 비올란테
- 도라에몽을 중심으로 한 후지코 후지오의 애니메이션
- 그림자 무사
- 형사 이야기 시리즈 1~5 / 다케다 데쓰야
- 야쿠시마루 히로코
- 안녕 주피터
- 마쓰다 세이코 시리즈
- 오냥코클럽
- 톤네루즈
- 깃카와 고지 시리즈
- 루팡 3세 - 바빌론의 황금 전설
- 루팡 3세 - 풍마 일족의 음모
- 시끌별 녀석들 2 뷰티풀 드리머
- 버마의 하프
- 마루사의 여인
- 아리온
- 테크노 보이스 21C
- 건헤드
- 이별의 여자들/사랑하는 여자들/사랑스러운 에리
- 마이 페닉스
- 언젠가 돌아갈까
- 연합 함대
- 제로전모유
- 지진열도
- 마크로스

## 1990년대
- 헤이세이 고질라 시리즈 ※90년대는 고질라 vs 킹기도라를 비롯한 6작품
- 헤이세이 모스라 시리즈
- 헤이세이 가메라 시리즈 ※다이에이에서 배급 위탁
- 새로운 우연 오렌지 ☆로드 capricious orange road 그리고 그 여름의 시작
- 마루코는 아홉살 시리즈
- 유령 ☆ 유 ☆ 백서 명계 사투편 불꽃의 인연
- 짱구는 못말려 시리즈
- 명탐정 코난 시리즈
- 타스마니아 이야기 ※후지 TV에서 배급 위탁
- 파도의 수만큼 안아줘 ※후지 TV에서 배급 위탁
- 야반도주 도우미 센터 시리즈 ※코와인터내셔널에서 배급 위탁
- 주신구라 47인의 자객
- 언젠가 어디 선가
- 엔젤 나의 노래는 그대 노래
- 집 없는 아이 ※NTV에서 배급 위탁
- 라스트 송
- 히어로 인터뷰
- 캠프에서 만나요
- 루팡 3세 ※ 1990년 작품
- 기관차 선생
- 긴타이치 하지메 소년의 사건부 - 상하이 인어 전설
- 학교괴담
- 극장판 포켓몬스터 시리즈
- 춤추는 대수사선 THE MOVIE ※후지 TV에서 배급 위탁

### 1999년
- 노래 자랑 ※시네캐논과 공동 배급
- 링 2
- 사국
- 도라에몽 노비타의 우주 표류기
- 가메라 3 사신 각성
- 무지개 곶
- 명탐정 코난 세기말의 마술사
- 짱구는 못말려 폭발! 온천 두근 두근 대결전
- 빅 쇼! 하와이에 노래하면
- 최면
- 학교 괴담 4
- 극장판 포켓몬스터: 루기아의 탄생
- 메신저
- 쌍둥이 (PG-12)
- 비밀
- 올빼미의 성
- 샐러리맨 킨타로
- 고질라 2000 밀레니엄
- 여기는 잘나가는 파출소 THE MOVIE

## 2000년대

### 2000년
- 도장깨기 (아스믹 에이스 엔터테인먼트와 공동 배급)
- 링 0: 버스데이 (PG-12)
- ISOLA 다중 인격 소녀
- 극장판 도라에몽: 진구의 태양왕전설
- 케이조쿠 / 영화 Beautiful Dreamer
- 명탐정 코난: 눈동자 속의 암살자
- 짱구는 못말려 극장판: 폭풍을 부르는 정글
- 흐르는 강물처럼
- PRINCESS MONONOKE <모노노케 히메 영어판 더빙·일본어 자막판>
- 징헤이타
- 크로스 파이어
- 극장판 포켓몬스터: 결정탑의 제왕 앤테이
- 쥬브 나일
- 화이트 아웃
- 고조 영혼 전기 GOJOE
- 기묘한 이야기  영화 특별편
- 표류 거리 THE HAZARD CITY
- 고질라 × 메가기라스 G 소멸 작전

### 2001년
- 구피 하나님 INUGAMI (R-15)
- 오토기리소우 (PG-12)
- 회로
- 극장판 도라에몽: 진구와 날개의 용사들
- 사토라레 TRIBUTE to a SAD GENIUS
- 명탐정 코난: 천국으로의 카운트다운
- 짱구는 못말려 극장판: 어른 제국의 역습
- 메르데카 17805
- 메트로폴리스
- 모두의 집
- 극장판 포켓몬스터: 세레비 시간을 초월한 만남
- 센과 치히로의 행방불명
- 대하의 한 방울
- 워터보이즈
- 음양사
- 플라토닉 섹스 (R-15)
- 냉정과 열정 사이
- 엄마
- 이누야샤 시대를 넘는 구상
- 고질라·모스라·킹기도라 대괴수 총공격 (동시 상영은 「극장판  방가방가 햄토리 하무하무랜드 대모험」)

### 2002년
- 검은 물 밑에서
- SEOUL 서울
- 복수 (助太刀屋助六)
- 극장판 도라에몽: 진구와 로봇왕국
- 파룸의 나무
- 미스터 루키
- 명탐정 코난: 베이커가의 망령
- 짱구는 못말려 극장판: 태풍을 부르는 장엄한 전설의 전투
- 간호사의 일 더 무비
- 모방범
- 극장판 포켓몬스터: 물의 도시의 수호신 라티아스와 라티오스
- 고양이의 보은
- 탑 블레이드 THE MOVIE 격투!! 타카오 VS 다이치 (동시 상영은 「극장판 사르겟츄 황금 삐뽀헤루·웃키 배틀」)
- 리터너
- 료마의 아내와 그 남편과 애인
- 아미다보다 (아스 믹 에이스와 공동 배급)
- 내일이 되었습니다 THE MOVIE
- 머슬 히트
- TRICK 극장판
- 고질라 × 메카 고지라 (동시 상영은 「극장판 방가방가 햄토리 하무하무하무쟈! 환상의 프린세스」)
- 이누야샤 거울 속의 몽환 성

### 2003년
- 환생
- 러버스 키스 (배급 협력)
- 13 계단
- 배를 내리면 그녀의 섬 (배급 협력)
- 극장판 도라에몽: 진구와 바람의 마을
- 푸른 불꽃
- 졸업
- 별에 소원을.
- 명탐정 코난: 미궁의 십자로
- 짱구는 못말려 극장판: 태풍을 부르는 영광의 불고기 로드
- 아즈미 (카도카와 헤럴드 픽쳐스와 배급 협력) (PG-12)
- 마나에 안겨
- 스파이 조르게
- 춤추는 대수사선 THE MOVIE 2 레인보우 브릿지를 봉쇄하라!
- 극장판 포켓몬스터 AG: 아름다운 소원의 별 지라치
- 드래곤 헤드
- 로보콘
- 음양사 II
- 간류지마 -GANRYUJIMA-
- 아수라의 고토쿠
- g @ me.
- 고질라×모스라×메카고지라 도쿄 SOS (동시 상영은 극장판 「방가방가 햄토리 하무하무 그랑프리 바겐 오로라 계곡의 기적 리본 짱 위기 일발!」)
- 이누야샤 천하 패도의 검
- 여기는 카츠시카쿠 카메아리 공원 앞 파출소 THE MOVIE2 UFO 내습! 토네이도 대작전!
- 춤추는 대수사선 BAYSIDE SHAKEDOWN 2

### 2004년
- 게게
- 착신아리
- 붉은 달 (PG-12)
- 웃는 이에몬 Eternal Love (PG-12)
- 극장판 도라에몽: 진구의 시공여행
- 이노센스
- 하나와 앨리스
- 명탐정 코난: 은빛 날개의 마술사
- 짱구는 못말려 극장판: 폭풍을 부르는 석양의 떡잎마을 방범대
- APPLESEED 애플 시드
- 세상의 중심에서 사랑을 외치다
- 불량공주 모모코(시모츠마 이야기)
- 우미자루
- 극장판 포켓몬스터 AG: 열공의 방문자 테오키스
- 스팀 보이
- 극장판 -NARUTO- 대활극! 눈의 공주 인법첩
- NIN×NIN 닌자 핫토리군 THE MOVIE
- 스윙걸즈
- SURVIVE STYLE5 + (PG-12)
- 감염 (PG-12)
- 예언
- 웃음의 대학
- 지금, 만나러 갑니다
- 하울의 움직이는 성
- 고질라 FINAL WARS
- 이누야샤 홍련의 봉래도 (동시 상영은 「극장판 방가방가 햄토리 하무하무 파라다이치유! 햄토리와 이상한 오니의 그림책 탑」)

### 2005년
- 도쿄 타워 (PG-12)
- 레이크 사이드 머더 케이스 (R-15)
- 착신아리 2
- 로렐라이
- 극장판 록맨 에그 빛과 어둠의 유산
- 아즈미 2 Death or Love (PG-12)
- 명탐정 코난: 수평선상의 음모
- 짱구는 못말려 극장판: 부리부리 3분 대작전
- 교섭인 마시타 마사요시
- 전국 자위대 1549
- 전차남
- 극장판 포켓몬스터 AG: 뮤와 파동의 용사 루카리오
- 별이 된 소년
- 극장판 NARUTO -나루토- 대격돌! 환상의 지하 유적이니깐요
- 용의자 무로이 신지
- NANA
- 터치
- 매미 떼울음
- 이 가슴 가득한 사랑을
- 봄의 눈
- ALWAYS 3번가의 석양
- 폭풍우 치는 밤에
- 블랙잭 두 사람의 검은 의사
- 극장판 벌레 왕자 무시킹 그레이 테스트 챔피언으로 가는 길

### 2006년
- 환생
- 더 우쵸우텐 호텔
- 단기, 천리를 달린다.
- 사이렌~FORBIDDEN SIREN~
- 현청의 별
- 극장판 도라에몽: 진구의 공룡대탐험
- 진구세주전설 북두의권 1부 라오우전 순애의 장 (PG-12)
- 명탐정 코난: 탐정들의 진혼가
- 짱구는 못말려 극장판: 전설을 부르는 춤을 춰라, 아미고!
- 체케랏쵸!
- LIMIT OF LOVE 우미자루
- 혐오스런 마츠코의 일생 (PG-12)
- TRICK 극장판 2
- 착신아리 Final
- 극장판 포켓몬스터 AG: 포켓몬 레인저와 바다의 왕자 마나피
- 일본 침몰
- 게드 전기
- 극장판 NARUTO -NARUTO- 대 흥분! 초승달 섬의 애니멀 소동 이니깐요
- 러프 ROUGH
- UDON
- 슈가 & 스파이스 풍미절가
- 눈물이 주룩주룩
- 무지개 여신~Rainbow Song~
- 7월 24일 거리의 크리스마스
- NANA 2
- 극장판 BLEACH MEMORIES OF NOBODY
- 극장판 동물의 숲
- 이누가미 일족

### 2007년
- 사랑의 유형지 (R-15)
- 도로로 (PG-12)
- 그래도 내가 하지 않았어
- 버블로 GO!! 타임머신은 드럼 방식
- 극장판 도라에몽: 진구의 마계 대모험 7인의 마법사
- 배터리
- 비밀 결사 매의 발톱 단 THE MOVIE 총통은 두 번 죽지 (배급 협력)
- 언페어 the movie
- 명탐정 코난: 감벽의 관
- 짱구는 못말려 - 태풍을 부르는 노래하는 엉덩이 폭탄
- 비잔
- 그때는 그에게 안부 전해줘
- 마이코Haaaan!!!
- 극장판 포켓몬스터 DP: 디아루가 VS 펄기아 VS 다크라이
- 서유기 극장판
- Life 천국에서 너를 만난다면
- NARUTO -나루토- 질풍전
- HERO
- 클로즈드 노트
- 크로우즈 제로 (PG-12)
- 올웨이즈 3번가의 석양 속편
- 연공
- 쓰바키 산주로
- 마리와 강아지 이야기
- 스마일 - 성야의 기적
- 영화로 등장! 다마고치 두근두근! 우주의 미아!?
- 블리치: The DiamondDust Rebellion 또 하나의 빙륜환

### 2008년
- 은빛 시즌
- 음지와 양지에 핀다
- 바티스타 수술 팀의 영광
- 가치☆보이
- 극장판 도라에몽: 진구와 초록거인전
- 극장판 쿠로사기
- 짱구는 못말려 극장판: 엄청난 태풍을 부르는 금창의 용사
- 명탐정 코난: 전율의 악보
- 소림소녀
- 모래 시계
- 숨은 요새의 세 악인 THE LAST PRINCESS
- 산의 당신~도쿠이치의 사랑~
- 비밀 결사 매의 발톱단 THEMOVIEII 나를 사랑한 구로론차 (배급 협력)
- 매직 아워
- 꽃보다 남자 파이널
- 극장판 포켓몬스터 DP: 기라티나와 하늘의 꽃다발 쉐이미
- 벼랑 위의 포뇨
- 나루토 질풍전 극장판 2: 인연
- 20세기 소년 제1편 - 종말의 시작
- 디트로이트 메탈 시티
- 파코와 마법의 그림책
- 이키가미
- 용의자 X의 헌신
- 홈리스 중학생
- 해피 플라이트
- 나는 조개가 되고 싶다
- 극장판 메이저~우정의 1구
- 블리치: Fade to Black 너의 이름을 부른다
- 영화! 다마고치 우치 유이치 행복한 이야기!?
- K-20 괴인 20면상 전

### 2009년
- 삐리리~ 불어봐! 재규어 (배급 협력)
- 감염 열도
- 아무도 지켜주지 않아
- 20세기 소년
  - 제2편 - 마지막 희망
  - 최종장 - 우리들의 깃발
- 극장판 도라에몽: 신 진구의 우주개척사
- 제너럴 루주의 개선
- 호노카아보이
- 크로우즈 제로 2 (PG12)
- 짱구는 못말려 극장판: 포효하라! 떡잎 야생왕국
- 명탐정 코난: 칠흑의 추적자
- 여명 1개월의 신부
- ROOKIES -졸업-
- 하게타카
- 한여름의 오리온
- 고쿠센 THE MOVIE
- 극장판 포켓몬스터 DP: 아르세우스 초극의 시공으로
- 아말피 여신의 보수
- 나루토 질풍전 극장판: 불의 의지를 잇는 자
- 홋타라케 섬 ~하루카와 마법의 거울~
- BALLAD 이름없는 사랑 노래
- 킬러 버진로드
- 극장판 펭귄의 문제 행복의 파랑새로 펜하십시오
- 카이지~인생 역전 게임~
- 비욘의 아내~벚꽃과 민들레~ (PG12)
- 내 첫사랑을 너에게 바친다
- 지지 않는 태양
- 우는 것일까
- 제로 포커스
- 구부러져라! 스푼
- 우주전함 야마토 부활 편
- 레이튼 교수와 영원의 가희
- 울룰루의 숲 이야기
- 노다메 칸타빌레 최종악장 전편

## 2010년대

### 2010년
- BANDAGE
- 비밀 결사 매의 발톱단 THE MOVIE 3 http : // 매의 발톱 .jp는 영원히 (배급 협력)
- 골든 슬럼버
- 달팽이 식당
- 다카라즈카 가극 영화판 환상 가무극 태왕사신기 Ver.II 새로운 왕의 여행 (도호 영상 사업부 배급)
- LIAR GAME -The Final Stage- 라이어 게임 더 파이널 스테이지
- 극장판 도라에몽: 진구의 인어대해전
- 달링은 외국인
- 짱구는 못말려 극장판: 초시공! 태풍을 부르는 나의 신부
- 명탐정 코난: 천공의 난파선
- 노다메 칸타빌레 최종악장 후편
- 극장판 TRICK 영능력자 배틀로얄
- 자토이치 THE LAST (PG12)
- 텔레 시네마 7 (도호 영상 사업부 배급)
- 고백 (R15 +)
- FLOWERS -플라워즈-
- 춤추는 대수사선 THE MOVIE 3 녀석들을 해방하라!
- 극장판 포켓몬스터 DP: 환영의 패왕 조로아크
- 마루 밑 아리에티
- 나루토 질풍전 극장판: 더 로스트 타워
- 하나미즈키
- 극장판 메탈 베이블레이드 VS 태양 작열의 침략자 솔블레이즈
- Colorful -컬러풀-
- Mr.Children / Split The Difference (도호 영상 사업부 배급)
- 악인 (PG12)
- 리사와 가스파르 특출 귀여운 파리의 거주자 (도호 영상 사업부 배급)
- THE LAST MASSAGE 우미자루 (3D/2D 동시 공개)
- 13인의 자객 (PG12)
- 너에게 닿기를
- 극장판 월조 도쿄 공연 뮤지컬 스칼렛 핀파네루 (도호 영상 사업부 배급)
- 번개나무
- SP THE MOTION PICTURE 야망 편
- SPACE BATTLESHIP 야마토
- 극장판 BLEACH 지옥 편
- 크리스마스 콘서트 2010 시마 지로 산타의 나라의 오르골 (도호 영상 사업부 배급)
- 상실의 시대 (PG12)
- 곰의 학교~재키와 케이티~
- 체브라시카
- 극장판 이나즈마 일레븐 최강군단 오우거의 습격 (3D/2D 동시 공개)

### 2011년
- 나와 아내의 1778 이야기
- DOCUMENTARY of AKB48 to be continued 10년 후, 소녀들은 지금의 자신에게 무엇을 생각 할까? (도호 영상 사업부 배급)
- GANTZ (PG12)
  - 전편
  - GANTZ PERFECT ANSWER
- 태평양의 기적~폭스라 불렸던 남자
- 내일의 죠
- 극장판 도라에몽: 진구와 철인군단 날아라 천사들
- SP THE MOTION PICTURE 혁명 편
- 짱구는 못말려 극장판: 태풍을 부르는 황금 스파이 대작전
- 명탐정 코난: 침묵의 15분
- 토마스 미스티 아일랜드 구출 대작전! (도호 영상 사업부 배급)
- 한큐전철 편도 15분의 기적
- 산 -가쿠-
- 프린세스 도요토미
- 만약 고교야구의 여자 매니저가 드러커의 「매니지먼트」를 읽는다면
- 별을 지키는 개
- 안달루시아 여신의 보복
- 극장판 포켓몬스터 베스트위시: 비크티니와 흑의 영웅 제크로무·비크티니와 백의 영웅 레시라무
- 코쿠리코 언덕에서
- 록~강아지의 섬
- 극장판 NARUTO -나루토- 블러드 프리즌
- 신의 카르테
- 감독 실격 (도호 영상 사업부 배급)
- 언페어 the answer
- 모테키
- DOG×POLICE 순백의 인연
- 멋진 악몽
- 카이지 2~인생 역전 게임~
- 극장판 괴물군 (3D/2D 동시 공개)
- 겐지 모노가타리: 천년의 수수께끼
- friends 원령 섬의 나키
- 극장판 이나즈마 일레븐 GO 궁극의 인연 그리폰

### 2012년
- 로보지
- 올웨이즈 3번가의 석양'64 (3D/2D 동시 공개)
- DOCUMENTARY of AKB48 Show must go on 소녀들은 상처 받으며 꿈꾸는 (도호 영상 사업부 배급)
- 기린의 날개~극장판 신참자~
- 일본열도 동물들의 이야기
- 역전재판
- POV~저주받은 필름~ (도호 영상 사업부 배급)
- 극장판 도라에몽 진구와 기적의 섬: 애니멀 어드벤처
- LIAR GAME REBORN -재생-
- 우리들이 있었다 (아스믹 에이스와 공동 배급)
  - 전편
  - 후편
- 극장판 SPEC: 천
- 짱구는 못말려 극장판: 태풍을 부르는 나와 우주의 프린세스
- 명탐정 코난: 11번째 스트라이커
- 테르마이 로마이
- 우주형제
- 영화 토끼 로페 붙지, 여름 방학 라스이찌 말야 진짜입니다인가!? (도호 영상 사업부 배급)
- 걸
- 호타루의 빛 극장판
- Beyond the ONEDAY ~Story of 2PM & 2 AM~ (도호 영상 사업부 배급)
- BRAVE HEARTS 우미자루
- 극장판 포켓몬스터 베스트위시: 큐레무 VS 성검사 케르디오
- 늑대 아이
- 에이트 레인저
- ROAD TO NINJA -NARUTO THE MOVIE-
- Another (PG12)
- 영화 보석 펫 스위트 댄스 프린세스 (도호 영상 사업부 배급)
- UVERworld DOCUMENTARY THE SONG (도호 영상 사업부 배급)
- 당신에게
- 춤추는 대수사선 THE FINAL
- 츠나구
- 종의 신탁 (PG12)
- 노보우의 성 (아스믹 에이스와 공동 배급)
- 악의 교전 (R15 +)
- 극장판 임협 헬퍼
- 줄다리기!
- 극장판 썬더일레븐 GO VS 골판지 전사 W
- 부활 오자키 유타카 YOKOHAMA ARENA 1991.5.20 (도호 영상 사업부 배급)
- 오늘 사랑을 시작합니다
- 극장판 요괴인감 벰
- 극장판 청의 엑소시스트

### 2013년
- 극장판 HUNTER x HUNTER 스칼렛의 유령
- 스트로베리 나이트 극장판 (PG12)
- DOCUMENTARY of AKB48 NO FLOWER WITHOUT RAIN 소녀들은 눈물 뒤에 무엇을 보는가? (도호 영상 사업부 배급)
- 뇌 남자
- 극장판 도라에몽: 진구의 비밀도구 박물관
- 극장판 내 친구 호비! 호비와 후후의 다이 모험 지키자! 일곱 빛깔의 꽃 (도호 영상 사업부 배급)
- 플래티나 데이터
- 어린이 경찰 (토호 영상 사업부 배급)
- 괜찮아 3반
- 나오토 인티라이미의 음악 여행 다이어리

2013 (도호 영상 사업부 배급)
- 짱구는 못말려 극장판: 엄청 맛있어! B급 음식 서바이벌!
- 명탐정 코난: 절해의 탐정
- 도서관 전쟁
- 세인트☆오니상 (도호 영상 사업부 배급)
- 현청 손님대접과
- 언어의 정원 (도호 영상 사업부 배급)
- 리얼 완전한 수장룡의 날
- 기적의 사과
- 절규학급 (도호 영상 사업부 배급)
- 공각 기동대 ARISE (도호 영상 사업부 배급)
  - border : 1 Ghost Pain
  - border : 2 Ghost Whispers
- 갓 탄 키스 참기 선수권 THE MOVIE (도호 영상 사업부 배급) (PG12)
- 한여름의 방정식
- 극장판 포켓몬스터 베스트위시: 신의 속도 게노세크트, 뮤츠의 각성
- 바람이 분다
- 극장판 수수께끼는 저녁 식사 후에
- 소년 H
- 갓챠맨
- 비밀결사 독수리의 발톱~매의 발톱 GO~ 아름다운 에리엘 소취 플러스 (도호 영상 사업부 배급)
- 극장판 ATARU THE FIRST LOVE & THE LAST KILL
- 사과의 왕
- 호화 3 책꽂이! 토미카·레루 영화 축제 (도호 영상 사업부 배급)
- 양지의 그녀 (아스믹 에이스와 공동 제작·배급)
- 깨끗하고 연약한
- 극장판 SPEC~결~(완결판)
  - 점(젠) 전편
  - 효(코우) 후편
- JUDGE / 판사 (도호 영상 사업부 배급)
- 기요스 회의
- 꿈과 광기의 왕국
- 카구야 공주 이야기
- 루팡 3세 vs 명탐정 코난 THE MOVIE
- 그녀는 거짓말을 너무 사랑해
- 영원의 제로
- 극장판 HUNTER × HUNTER -The LAST MISSION-

### 2014년
- Wake Up, Girls! 7명의 아이돌 (도호 영상 사업부 배급)
- 트릭 극장판 라스트 스테이지
- The Story of CNBLUE / NEVER STOP (도호 영상 사업부 배급)
- 안아주고 싶어 -진실의 이야기-
- 니시노 유키히코의 사랑과 모험 (도호 영상 사업부 배급)
- 두더지의 노래 잠입 수사관 REIJI
- 애니메이션 미라이 2014 (도호 영상 사업부 배급)
- 실버 스푼 Silver Spoon
- 극장판 도라에몽 진구의 아프리카 모험: 베코와 5인의 탐험대
- 시마 지로와 고래의 노래 (도호 영상 사업부 배급)
- 신의 카르테 2
- 팀 바티스타 FINAL 켈베로스의 초상화
- 성인 드롭 (도호 영상 사업부 배급)
- 클로즈 EXPLODE (PG12)
- 명탐정 코난: 이차원의 저격수
- 테르마이 로마이 2
- 미타니 코키 대공항 2013 (도호 영상 사업부 배급)
- 악몽 짱 더 무비
- WOOD JOB! 가무사리 숲의 느긋한 나날
- 사채꾼 우시지마 Part2 (도호 영상 사업부 배급)
- 마른 하늘에 날벼락
- 장밋빛 부코 (도호 영상 사업부 배급)
- 만능 감정사 Q -모나리자의 눈동자-
- 극장판 썬더일레븐: 초차원 드림매치 (도호 영상 사업부 배급)
- 봄을 짊어지고
- 공각 기동대 ARISE (도호 영상 사업부 배급)
  - border: 3 Ghost Tears
  - border : 4 Ghost Stands Alone

원탁 국고, 한여름의 이매진 (토호 영상 사업부 배급)
- DOCUMENTARY of AKB48 The time has come 소녀들은 지금 그 뒷면에 무엇을 생각? (도호 영상 사업부 배급)
- 극장판 포켓몬스터 XY: 파괴의 포켓몬과 디안시
- 추억의 마니
- 에이트 레인저 2
- GODZILLA 고질라
- STAND BY ME 도라에몽 (3D/2D 동시 공개)
- TOKYO FANTASY SEKAI NO OWARI (도호 영상 사업부 배급)
- 건담 G의 레콘기스타 특별 선행판 (도호 영상 사업부 배급)
- 루팡
- 마이코는 레이디
- 겁쟁이 페달 Re : RIDE (도호 영상 사업부 배급)
- 저녁 매미 일기
- 근거리 연애 (도호 영상 사업부 배급)
- 갓 탄 키스 참기 선수권 THE MOVIE2 심령 러브 (도호 영상 사업부 배급) (PG12)
- 클로버
- 신이 말하는대로 (R15 +)
- MIRACLE 데비쿠로의 사랑과 마법 (아스믹 에이스와 공동 배급)
- 기생수 (PG12)
- BUMP OF CHICKEN 「WILLPOLIS」 2014 극장판 (도호 영상 사업부 배급)
- THE LAST -NARUTO THE MOVIE-
- 아오하라이드
- 영화 요괴 워치 탄생의 비밀이다냥!
- 밴쿠버의 아사히

### 2015년
- 극장판 PSYCHO-PASS 사이코 패스 (도호 영상 사업부 배급) (R15 +)
- 영화 ST 빨간색과 흰색의 수사 파일
- 조커 게임
- 테라스 하우스 클로징 도어
- 아이돌의 눈물 DOCUMENTARY of SKE48 (도호 영상 사업부 배급)
- 극장판 시도니아의 기사 (도호 영상 사업부 배급)
- 극장판 도라에몽: 진구의 우주영웅기~스페이스 히어로즈~
- 시마 지로와 커다란 속 (도호 영상 사업부 배급)
- 바람에 맞선 사자
- 스트롭 에지
- 암살 교실
- 만우절 바보
- 짱구는 못말려 극장판: 나의 이사 이야기 선인장 대습격
- 명탐정 코난: 화염의 해바라기

짱구는 못말려 오라의 이사 이야기 선인장 대 습격
- 기생수 완결편 (PG12)
- 불량소녀, 너를 응원해!
- 뇌내 포이즌 베리
- 이니시에이션 러브
- 태풍의 노루다 (도호 영상 사업부 배급)
- 예고범
- 겁쟁이 페달 (도호 영상 사업부 배급)
  - 겁쟁이 페달 Re : ROAD
  - 극장판 겁쟁이 페달
- 바닷마을 diary (가가 커뮤니케이션스와 공동 배급)
- 공각 기동대 신 극장판 (도호 영상 사업부 배급)

극장판 총집편 「하이큐 !!」 (도호 영상 사업부 배급)
- - 전편 : 끝과 시작
  - 후편 : 승자와 패자
- 슬픔의 기억 방법 Documentary of 노기자카 46 (도호 영상 사업부 배급)
- 괴물의 아이
- HERO
- 포켓몬 더 무비 XY: 후파: 광륜의 초마신
- 진격의 거인 ATTACK ON TITAN (PG12)
  - 진격의 거인 ATTACK ON TITAN
  - 진격의 거인 ATTACK ON TITAN 엔드 오브 더 월드
- BORUTO -NARUTO THE MOVIE-
- S -최후의 경관- 탈환 RECOVERY OF OUR FUTURE
- 언페어 the end
- 우치무라 사마즈 THE MOVIE 엔젤 (도호 영상 사업부 배급)
- Wake Up, Girls! (도호 영상 사업부 배급)
- 청춘의 그림자
- Beyond the Bottom
- 시체들의 제국 (도호 영상 사업부 배급)
- 바쿠만
- 작은 마녀 학계 마법 장치 퍼레이드 (도호 영상 사업부 배급)
- 도서관 전쟁 -THE LAST MISSION-
- 탐험대의 영광 (도호 영상 사업부 배급)
- 갤럭시 가도
- 나는 이야기!
- 극장판 MOZU (PG12)
- 하모니 (도호 영상 사업부 배급) (PG12)
- 아인 -충동- (도호 영상 사업부 배급) (PG12)
- 스기하라 지우네
- orange
- 요괴워치 엔마대왕과 5개의 이야기다냥
- 영화 마루코는 아홉살 이탈리아에서 온 소년

### 2016년
- 상처 이야기 (도호 영상 사업부 배급)
  - <Ⅰ 철혈 편>
  - <Ⅱ 열혈 편> (PG12)
- 인생의 약속
- 노부나가 콘체르토
- 도톤보리여, 울려 줘! DOCUMENTARY of NMB48 (도호 영상 사업부 배급)
- 오자키 지배인이 울었다 밤 DOCUMENTARY of HKT48 (도호 영상 사업부 배급)
- Born in the EXILE~삼대 J Soul Brothers의 기적~ (도호 영상 사업부 배급)
- 극장판 도라에몽: 신 진구의 버스 오브 재팬
- 시마 지로와 그림책의 나라 (토호 영상 사업부 배급)
- RADWIMPS의 HESONOO Documentary Film (도호 영상 사업부 배급)
- 에베레스트 신들의 산 레이 (아스믹 에이스와 공동 배급)
- 치하야후루
  - 상편
  - 하편
- 영화 암살교실~졸업 편~
- 짱구는 못말려 극장판: 폭풍수면! 꿈꾸는 세계 대돌격
- 명탐정 코난: 순흑의 악몽

짱구는 못말려 폭수! 꿈 오버 월드 대 돌격
- 아이 엠 어 히어로 (R15 +)
- 아인 (도호 영상 사업부 배급) (모두 PG12)
  - -충돌 편-
  - -충극 편-
- 64 로쿠욘-
  - 전편
  - 후편
- 세상에서 고양이가 사라진다면
- 가름워즈: 마지막 예언 (도호 영상 사업부 배급)
- 언덕 집 사람들
- TOO YOUNG TO DIE! 젊어서 죽는 (아스믹 에이스와 공동 배급)
- DOCUMENT OF KYOSUKE HIMURO "POSTSCRIPT" (도호 영상 사업부 배급)
- 존재하는 이유 DOCUMENTARY of AKB48 (도호 영상 사업부 배급)
- 포켓몬 더 무비 XY&Z: 볼케니온: 기계왕국의 비밀
- 신 고질라
- 루돌프와 잇빠이앗테나 (3D/2D 동시 상영)
- 푸른 하늘 옐
- 너의 이름은.
- 후처 산업의 여자 (PG12)
- 겁쟁이 페달 SPARE BIKE (도호 영상 사업부 배급)
- 4월은 너의 거짓말
- 레드 터틀 섬의 이야기
- 분노 (PG12)

사채꾼 우시지마 (도호 영상 사업부와 S·D·P 배급) (모두 PG12)
- - Part3
  - 더 파이널
- SCOOP! (PG12)
- 굿모닝 쇼
- GANTZ : O (도호 영상 사업부 배급) (PG12)
- 누구
- 극장판 마제스틱 프린스 각성 유전자 (도호 영상 사업부 배급)
- 영화 저의 아내와 결혼 해주세요.
- orange -미래로 연결 - (도호 영상 사업부 배급)
- CYBORG009 CALL OF JUSTICE (도호 영상 사업부 배급)
  - 제1장
  - 제2장
  - 제3장
- L -엘- (도호 영상 사업부 배급)
- 해적이라 불리운 사나이
- 영화 요괴워치 비행 고래와 더블 세계의 대모험이다냥!
- 저는 내일, 어제의 당신과 데이트
- 두더지의 노래 2~홍콩 광소곡

### 2017년
- 상처 이야기 <Ⅲ 냉혈 편> (도호 영상 사업부 배급) (PG12)
- 혼노지 호텔
- 애처가 미야모토
- 학살 기관 (도호 영상 사업부 배급) (R15 +)
- 서바이벌 가족
- MY FIRST STORY DOCUMENTARY FILM -전 마음- (도호 영상 사업부 배급)
- We Are X (도호 영상 사업부 배급)
- 극장판 도라에몽: 진구의 남극 꽁꽁 대모험
- 시마 지로와 무지개의 오아시스 (도호 영상 사업부 배급)
- 치어☆댄스: 여고생들이 치어 댄스로 미국 제패한 실제 이야기
- 3월의 라이온 (아스믹 에이스와 공동 배급)
  - 전편
  - 후편
- 한낮의 유성
- 밤은 짧아 걸어 아가씨야 (도호 영상 사업부 배급)
- 짱구는 못말려 극장판: 습격!! 외계인 덩덩이
- 명탐정 코난: 진홍의 연가
- 극장판 에그엔젤 코코밍: 푸르밍과 두근두근 코코밍 세계 (토호 영상 사업부 배급)
- 테이이치의 나라
- 추억
- 새벽을 알리는 루의 노래 (도호 영상 사업부 배급)
- 잠깐만 회사 좀 관두고 올게
- 영화 야마다 타카유키 3D (도호 영상 사업부 배급)
- 극장판 메꽃
- 닌자의 나라
- 메리와 마녀의 꽃
- 극장판 포켓몬스터: 너로 정했다!
- 너의 췌장을 먹고 싶어
- 죠죠의 기묘한 모험~다이아몬드는 깨지지 않아 제1장 (워너 브라더스 재팬과 공동 제작·배급)
- 쏘아올린 불꽃, 밑에서 볼까? 옆에서 볼까?
- 영화 곰의 학교 & 후센이누티니 (도호 영상 사업부 배급)
- 세키가하라 (아스믹 에이스와 공동 배급)
- 세 번째 살인 (가가 커뮤니케이션스와의 공동 배급)
- 극장판 총집편 「하이큐 !!」 (도호 영상 사업부 배급)
- 재능과 센스
- 컨셉 싸움
- 토네이도 걸
- 아사히나구 (도호 영상 사업부 배급)
- 아인
- 나라타쥬 (아스믹 에이스와 공동 배급)
- 겁쟁이 페달 Re : GENERATION (도호 영상 사업부 배급)
- 믹스.
- 라스트 레시피~기린의 혀의 기억~
- GODZILLA 괴수 행성 (도호 영상 사업부 배급)
- 불꽃
- 극장판 총집편 애니메이션 「도검 난무 -꽃 마루-」~막간 회고록~ (도호 영상 사업부 배급)
- DESTINY 가마쿠라 이야기
- 영화 요괴워치 그림자 사이드 악마 왕의 부활
- 미성년이지만 어린애는 아냐

### 2018년
- 거짓말을 사랑하는 여자
- 기도의 막이 내릴 때
- 요묘전: 레전드 오브 더 데몬 캣
- 극장판 도라에몽: 진구의 보물섬
- 영화 내 친구 호비의 마법 줄무늬 다이 모험 (도호 영상 사업부 배급)
- 언덕길의 아폴론
- 치하야후루 -최종장-
- Kalafina 10th Anniversary Film~꿈이 펼치는 빛의 하모니~ (도호 영상 사업부 배급)
- 명탐정 코난: 제로의 집행인
- 짱구는 못말려 극장판: 아뵤! 쿵후 보이즈 ~라면대란~
- 이누야시키: 히어로 VS 빌런
- 옆자리 괴물군
- 라플라스의 마녀
- 벼룩 잡는 사무라이 (R15 +)
- GODZILLA (도호 영상 사업부 배급)
  - 결전 기동 증식 도시
  - 별을 그 곳 사람
- 사랑은 비가 갠 뒤처럼
- OVER DRIVE
- 양과 강철의 숲
- 극장판 포켓몬스터: 모두의 이야기
- 미래의 미라이
- 코드 블루 -닥터헬기긴급구명-
- 철벽선생
- 나의 영웅 학계 THE MOVIE~2 명의 영웅~
- 펭귄 하이웨이 (도호 영상 사업부 배급)
- 검찰의 죄인
- 자그마한 영웅 -게와 계란과 투명 인간-
- SUNNY 강한 느낌·강한 사랑 (PG12)
- 카사네
- 극장판 「프리크리」 (도호 영상 사업부 배급)
  - 오르타나
  - 프로그레
- 히비키 -HIBIKI-
- 커피가 식기 전에
- 떨어지는 동백
- 억남
- 스마트폰을 떨어뜨렸을 뿐인데
- Burn the Stage : the Movie (도호 영상 사업부 배급)
- 온다 (PG12)
- 영화 요괴워치 FOREVER FRIENDS
- 니세코이

### 2019년
- 매스커레이드 호텔
- 영화 도검난무 -상속- (도호 영상 사업부 배급)
- PSYCHO-PASS 사이코패스 Sinners of the System (도호 영상 사업부 배급) (PG12)
  - Case.1 죄와 벌
  - Case.2 First Guardian
  - Case.3 은원의 저편에
- 내부고발자들: 월급쟁이의 전쟁
- 포르투나의 눈동자
- 극장판 도라에몽: 진구의 달 탐사기
- 당신은 달밤에 빛나는
- 영화 시마지로 시마지로 우루루의 영웅 랜드 (도호 영상 사업부 배급)
- PRINCE OF LEGEND
- 명탐정 코난: 감청의 권
- 킹덤 (소니 픽처스 엔터테인먼트 재팬과 공동 배급)
- 짱구는 못말려 극장판: 신혼여행 허리케인 ~잃어버린 히로시~
- 명탐정 피카츄
- 컨피던스 맨 JP -로맨스편-
- 프로메어 (도호 영상 사업부 배급)
- 고질라: 킹 오브 몬스터
- 해수의 아이 (도호 영상 사업부 배급)
- 너와 파도를 탈 수 있다면
- 어느새 여기있는 Documentary of 노기자카 46 (도호 영상 사업부 배급)
- 뮤츠의 역습 EVOLUTION
- 날씨의 아이
- 아르키메데스의 대전
- 드래곤 퀘스트 당신의 이야기
- BRING THE SOUL: THE MOVIE (도호 영상 사업부 배급)
- 극장판 아재's 러브~LOVE or DEAD~ (아스믹 에이스가 배급 협력)
- 카구야 님은 고백받고 싶어~천재들의 연애 두뇌전~
- 기억에 없습니다!
- HELLO WORLD
- 리슨 투 더 유니버스
- 하늘의 푸르름을 아는 사람이야
- 너에게만 인기있고 싶어. (도호 영상 사업부 배급)
- 마티네의 끝에서
- HUMAN LOST 인간 실격 (도호 영상 사업부 배급) (PG12)
- 루팡 3세: 더 퍼스트
- 시인장의 살인
- 영화 요괴학원 Y 고양이 HERO가 될 수 있을까
- 나의 영웅 학계 THE MOVIE 영웅: 라이징
- 극장판 신칸센 변형로봇 신카리온 미래에서 온 신소쿠의 ALFA-X (도호 영상 사업부 배급)
- 해수의 아이

## 2020년대

### 2020년
- 카이지 파이널 게임
- 라스트 레터
- RADWIMPS 「ANTI ANTI GENERATION TOUR 2019 the Film」 (도호 영상 사업부 배급)
- 오타쿠에게 사랑은 어려워
- MAN WITH A MISSION THE MOVIE TRACE the HISTORY (도호 영상 사업부 배급)
- 스마트폰을 떨어뜨렸을 뿐인데 노예 살인마
- 귀족 탄생 -PRINCE OF LEGEND-
- 야요이, 3월 -너를 사랑한 30년-
- PSYCHO-PASS 사이코패스 3 FIRST INSPECTOR (도호 영상 사업부 배급)
- AKIRA (PG12) (IMAX / 돌비 시네마)
- 울고 싶은 나는 고양이를 뒤집어쓴다 (도호 영상 사업부 배급) (Netflix에 의한 독점 공개)
- 바람 계곡의 나우시카
- 오늘부터 우리는 !! 극장판
- 컨피던스 맨 JP -프린세스편-
- 도라에몽 노비타의 신공룡
- 사랑하고 사랑받고, 차고 치이고
- 실: 인연의 시작
- 푸르고 아프고 여린
- 우리들의 거짓말과 진실 Documentary of 느티나무 언덕 46 (도호 영상 사업부 배급)
- 짱구는 못말려 극장판: 격돌! 낙서 왕국과 대강 네 명의 용사
- 애니메이션 영화 「사랑하고 사랑받고, 차고 치이고」
- 영상연에는 손대지 마! (도호 영상 사업부 배급)
- 아사다 가족
- 극장판 귀멸의 칼날 무한열차 편 (애니 플렉스와 공동 배급) (PG12) (IMAX 동시 공개, 4D는 12월 26일, 돌비 시네마는 2021년 3월 27일부터 공개)
- 우리들 응원 가게 !! (도호 영상 사업부 배급)
- 죄의 목소리
- STAND BY ME 도라에몽 2 (IMAX 동시 공개)
- 신 에반게리온 극장판 : || (도에이, 카라와 공동 배급) (2D / 4D 동시 개봉)
- 새로운 해석·삼국지
- 신 에반게리온 극장판 : 파 (2D / 4D 동시 개봉)
- 약속의 네버랜드
- 신 에반게리온 극장판 : Q (2D / 4D 동시 개봉)
- 영화 굴뚝 도시의 푸벨 전시회 (요시모토 흥업 과의 공동 배급)
- 극장판 포켓몬스터: 코코

### 2021년
- 신세기 에반게리온 극장판 DEATH (TRUE)2 / Air / 진심을 그대에게
- 에반게리온 신 극장판 : Q EVANGELION : 3.333 YOU CAN (NOT) REDO (IMAX 공개)
- Endless SHOCK (도호 영상 사업부 배급)
- 명탐정 코난: 비색의 탄환
- GET OVER -JAM Project THE MOVIE- (도호 영상 사업부 배급)
- 신 에반게리온 극장판 𝄇 (도에이 컬러와 공동 배급) (IMAX / 4D 동시 공개, 돌비 시네마는 6월 12일부터 공개)
- 브레이브 -군청 전기- (PG12)
- 극장판 시마지로 - 시마지로와 하늘을 나는 배 (도호 영상 사업부 배급)
- 극장판 부인은 취급주의
- 몬스터 헌터 (도호 도와 픽쳐스와 공동 배급) (IMAX 3D / 4D / 돌비 시네마 3D 동시 공개)
- 영화 「극장판 시그널 장기 미제 사건 수사반」
- 앙상블 스타즈! ES Music Garden -Delay Viewing- (도호 영상 사업부 배급)
- 바이플레이어즈 ~만약 100명의 명조연이 영화를 만든다면~」(도호 영상 사업부 배급)
- 명탐정 코난 스칼렛 총알 (IMAX / 4D / 돌비 시네마 동시 공개)
- 캐릭터 (PG12)
- 히노마루소울 ~무대 뒤의 영웅들~
- 여름으로 가는 문 -그대가 있는 미래- (애니 플렉스와 공동 배급)
- 고질라 vs 콩 (IMAX3D / 4D / 돌비 시네마 3D 동시 공개)
- 100일 살아있는 악어
- 용과 주근깨 공주 (IMAX 동시 공개, 돌비 시네마는 9월 10일부터 공개)
- 극장판 날아라!되게! PUI PUI 모루카 (도호 영상 사업부 배급) (3D / MX4D 동시 공개)
- 짱구는 못말려 ~수수께끼 매끼! 꽃의 텐카스 학원~
- 나의 히어로 아카데미아 더 무비: 히어로즈 라이징 (4D는 8월 28일부터 공개)
- 요괴 대전쟁 가디언 (KADOKAWA와 공동 배급)
- 카구야님은 고백받고 싶어 ~천재들의 연애두뇌전~
- 극장판 아리아와 마녀 (돌비 시네마 동시 공개)
- 매스커레이드 나이트
- 「루팡 3세」애니메이션화 50주년 기념 상영 (도호 영상 사업부 배급)
- 타올라라 검 (아스믹 에이스와 공동 배급)
- 극장판 어제 뭘 먹었어?
- 두더지의 노래 ~홍콩 광소곡~ FINAL
- 당신의 차례입니다 극장판
- 극장판 주술회전 0

### 2022년
- 도라에몽 진구의 우주소 전쟁 2021
- 극장판 오소마츠
- 컨피던스 맨 JP -영웅편-
- 바스커빌 가문의 개셜록 극장판
- 침묵의 퍼레이드

### 시기 미정
- 신 울트라맨
- 유리 !!! on ICE 극장판 : ICE ADOLESCENCE  (에이벡스 픽처스와 공동 배급)
- 사슴의 왕